# Petr Šabata (novinář)
Petr Šabata (* 15. července 1961) je český novinář a šéfredaktor deníku Právo.

## Život a kariéra
Vystudoval žurnalistiku na pražské Univerzitě Karlově. Byl kandidátem KSČ od 17. května 1983, členem KSČ od 22. května 1985, členství ukončil po 17. listopadu 1989.
V Česku byl šéfredaktorem deníků Mladá fronta DNES, Hospodářských novin (2011–2013) a regionálních médií ve společnosti PPF Media, včetně projektu Naše adresa. Dlouhodobě působil na Slovensku, kde byl 8 let šéfredaktorem deníku Pravda, jistou dobu (od konce roku 2014, v rámci nového vedení po odchodu části redakce, která založila nový Denník N) byl zástupcem šéfredaktorky deníku SME. Od března 2018 do září 2022 byl šéfredaktorem stanice Český rozhlas Plus, dosud píše také komentáře pro sesterský zpravodajský server iROZHLAS.
Od roku 2023 je šéfredaktorem deníku Právo, jehož většinovým majitelem se v téže době stal Seznam.cz. V říjnu 2024 byl po odchodu Jakuba Ungera pověřen vedením redakce serveru Seznam Zprávy.

## Kontroverze
Jako šéfredaktor ČRo Plus se stavěl proti materiálu Matematika zločinu kritickému k poměrům v justici; případ byl analyzován jako ukázka cenzury praktikované veřejnou institucí.